# 索金七鰓鰻
索金七鰓鰻（學名：Lampetra soljani），為圓口綱七鰓鰻目七鰓鰻科七鰓鰻屬的一種，分布於歐洲亞得里亞海雷特瓦河下游流域，體長可達12.6公分，棲息在沙石底質的溪流，生活習性不明。